# Fritz Fischer (Historiker)
Fritz Fischer (* 5. März 1908 in Ludwigsstadt/Oberfranken; † 1. Dezember 1999 in Hamburg) war ein deutscher Historiker, der mit seinen Forschungen über die deutsche Politik im Ersten Weltkrieg die nach ihm benannte Fischer-Kontroverse auslöste. Er war von 1948 bis 1973 ordentlicher Professor für Mittlere und Neuere Geschichte an der Universität Hamburg.

## Leben
Fritz Fischer entstammte einer Bauernfamilie aus dem Fichtelgebirge. Er wurde als Sohn des Reichsbahnexpeditors Johann Jakob Martin „Max“ Fischer und dessen Frau Emilie Fischer, geborene Schreider, im oberfränkischen Ludwigsstadt geboren. Von 1917 bis 1926 besuchte er die humanistischen Gymnasien in Ansbach und Eichstätt und studierte ab 1927 zunächst an der Universität Erlangen und dann in Berlin Evangelische Theologie, Geschichte, Philosophie und Germanistik. Zu seinen Lehrern gehörten die Kirchenhistoriker Erich Seeberg und Hans Lietzmann sowie der Philosoph Eduard Spranger. 1931 absolvierte Fischer sein theologisches Examen. In Erlangen trat er im Sommersemester 1926 der christlichen Studentenverbindung Uttenruthia im Schwarzburgbund bei. 1934 wurde Fischer mit einer später auch mit einem Preis der Schleiermacher-Stiftung ausgezeichneten Dissertation mit dem Titel Ludwig Nicolovius. Rokoko, Reform, Restauration von der Theologischen Fakultät der Universität Berlin zum Lic. theol. promoviert. 1935 erfolgte die Habilitation im Fach Theologie. Doch bereits 1936 stellte Fischer einen Antrag auf Umhabilitierung in die Philosophische Fakultät, da „sein leidenschaftliches Interesse […] der politischen Geschichte“ gehöre und „in der Beschäftigung mit ihr auch seine besondere Begabung“ liege.
Fischers wichtigste Anregungen stammten vom Verfassungshistoriker Fritz Hartung, vom Bismarck-Interpreten Arnold Oskar Meyer, von Hermann Oncken und Wilhelm Schüßler. Auf Empfehlung Onckens wandte sich Fischer seinem zweiten und später geistig sehr stark in ihm nachwirkenden großen Forschungsthema zu: Moritz August von Bethmann Hollweg und der deutsche Protestantismus. 1937 wurde er im Fach Geschichte mit diesem Thema zum Dr. phil. promoviert. 1938 meldete er sich freiwillig zur Wehrmacht und nahm an der Besetzung des Sudetenlandes teil. 1939 wurde er Stipendiat des NS-Historikers Walter Frank, zu dem und zu dessen Reichsinstitut für Geschichte des neuen Deutschlands er engere Beziehungen unterhielt.
Im Jahr 1942 heiratete er Margarete Lauth-Volkmann. Im selben Jahr wurde er auf Betreiben des Historikers Adolf Rein in der Nachfolge von Ernst Anrich zum außerordentlichen Professor an der Hamburger Universität berufen. In einem Brief vom März 1943 bedankte sich Fischer bei Walter Frank für die tatkräftige Förderung seiner Berufung.
Bei Kriegsende 1945 geriet Fischer bis 1946 in automatischen Arrest. 1948 trat er dann die 1942 bewilligte Stelle als Extraordinarius an der Universität Hamburg an, die er bis zu seiner Ernennung zum ordentlichen Professor 1948 behielt. Fischer bildete in Hamburg eine ganze Reihe von Historikern aus, die gemäß Fischers Position in der Fischer-Kontroverse, als man in scharfen Konflikt mit rechtskonservativen Forschern geriet, in der Regel als politisch eher linksorientiert gelten, ungeachtet Fischers eigener NS-Vergangenheit. Zu Fischers Schülern zählen unter anderem Helga Timm, Imanuel Geiss, Bernd Jürgen Wendt, Volker Ullrich, Joachim Radkau, Gabriele Hoffmann, Rainer Postel, Barbara Vogel und Peter Borowsky.
Imanuel Geiss zufolge ließen die Bündelung vielgestaltiger Impulse der 1940er und 1950er Jahre, Fischers bildungsmäßige Verwurzelung und damit Fähigkeit zum kritischen Denken, die Reflexion der „deutschen Katastrophe“ und ihrer Ursachen in kritischer Auseinandersetzung mit dem lutherischen Erbe und dem preußisch-deutschen Machtstaatsgedanken und süddeutscher sozialer Krisen, die bewusste Hinwendung zur politischen Verantwortung des Historikers, die Begegnung mit der angelsächsischen Welt und ihren wissenschaftlichen Fragestellungen und Methoden zwischen 1950 und 1955, nicht zuletzt aber auch der Eindruck des erregenden Beitrages von Ludwig Dehio auf dem Historikertag 1951, Deutschland und die Epoche der Weltkriege, in Fischer den Entschluss reifen, Deutschlands Stellung im Zeitalter des Imperialismus neu zu überdenken. Dies führte letztlich zu Fischers aufsehenerregenden Neubewertung der Julikrise, die seinen Nachruhm als Historiker begründete.
Im Jahr 1973 wurde Fischer emeritiert. 1974 erhielt er das Bundesverdienstkreuz, 1987 das Bundesverdienstkreuz erster Klasse. 1971 wurde er zum korrespondierenden Mitglied der British Academy gewählt. Im Alter von 91 Jahren starb Fritz Fischer 1999 in Hamburg. Im selben Jahr wurde er in The Encyclopedia of Historians and Historical Writing als der wichtigste deutsche Historiker des 20. Jahrhunderts bezeichnet. Seine Privatbibliothek befindet sich heute an der Universität Rostock. Sein Nachlass befindet sich im Bundesarchiv in Koblenz.

## Haltung zum Nationalsozialismus
Bereits in den frühen Jahren der Weimarer Republik engagierte sich Fischer in der völkischen Jugendbewegung, wo er als Gymnasiast 1922 bis 1926 Mitglied des rechtsradikalen Freikorps Bund Oberland war. 1933 trat er der SA, 1937 der NSDAP bei.
Unter dem Einfluss seines akademischen Lehrers, des früh mit dem Nationalsozialismus sympathisierenden Berliner Kirchenhistorikers Erich Seeberg, bezog Fischer im Kirchenkampf nach 1933 Stellung zugunsten der Deutschen Christen und ihrer Bestrebungen zur Errichtung einer geeinten „Reichskirche“ auf völkischer Grundlage.
In einem Brief vom Oktober 1941 an Erich Botzenhart, Walter Franks Stellvertreter, bedauerte es Fischer, der zum Kriegsdienst eingezogene Stipendiat des Instituts, den „großen Ostfeldzug“ nicht mitmachen zu können. Doch er freue sich, „im Winter wieder einige Vorträge vor den Batterien halten“ zu dürfen. Die Themen waren „das Eindringen des Judentums in Kultur und Politik Deutschlands in den letzten 200 Jahren, und: das Eindringen des jüdischen Blutes in die englische Oberschicht, und: die Rolle des Judentums in Wirtschaft und Staat der USA“. Nach Darstellung des Historikers Hartmut Pogge von Strandmann trat Fischer bereits 1942 wieder aus der NSDAP aus.
Zwar hat Fischer, anders als etwa Karl Dietrich Erdmann, sich nicht nachträglich zum entschiedenen Gegner des NS-Regimes stilisiert, doch hat er wiederholt betont, kein Anhänger der Nationalsozialisten gewesen zu sein. Die angestrebte Laufbahn eines Hochschullehrers, schrieb Bernd Jürgen Wendt, sein Schüler und Nachfolger auf dem Hamburger Lehrstuhl, habe ihm „eine gewisse formale Anpassung“ abgefordert. Doch im „rauschhaften politischen Massentaumel der Dreißigerjahre“ sei Fischer „sicher distanziert unpolitisch geblieben.“ Der Historiker Volker Ullrich, der ebenfalls sein Schüler war, wertete 2004 Fischers Anbiederung an den Nationalsozialismus als eine opportunistische moralische „Bedenkenlosigkeit“ um der Karriere willen und bezweifelte, dass Fischer ein überzeugter Nationalsozialist gewesen sei.

## Kontroverse
Mit seinem 1961 erschienenen Buch Griff nach der Weltmacht. Die Kriegszielpolitik des kaiserlichen Deutschland 1914–1918 löste Fischer mit der nach ihm benannten Fischer-Kontroverse eine der wichtigsten historiografischen Debatten der westdeutschen Nachkriegszeit aus. Das Buch erlebte in den folgenden drei Jahren zwei weitere Auflagen und wurde damit zu einem Bestseller. Obwohl dieses Werk die gesamte Zeit des Ersten Weltkrieges behandelte, waren es vor allem die ersten beiden Kapitel, die den Anlass zur Diskussion gaben. Hierin behandelte Fischer vor allem die Julikrise und den Kriegsausbruch von 1914.
Zu diesem Zeitpunkt dominierte insbesondere in der deutschen Forschung die Position, anders als 1939 sei Deutschland 1914 nicht der Hauptverantwortliche für den Kriegsausbruch gewesen; vielmehr seien alle europäischen Großmächte letztlich durch fatale Fehleinschätzungen und unter dem Druck der Ereignisse in eine Eskalationsspirale geraten. Fischer hingegen vertrat – im Gegensatz zu dieser apologetischen zeitgenössischen deutschen Forschungsdiskussion – dezidiert die These, dass der Erste Weltkrieg durch die imperialistischen Weltmachtsbestrebungen des Deutschen Reiches ausgelöst worden sei. Im Buch schrieb er, den Begriff Kriegsschuldfrage bewusst vermeidend:

„Bei der angespannten Weltlage des Jahres 1914, nicht zuletzt als Folge der deutschen Weltpolitik, musste jeder begrenzte (lokale) Krieg in Europa, an dem eine Großmacht beteiligt war, die Gefahr eines allgemeinen Krieges unvermeidbar nahe heranrücken. Da Deutschland den österreichisch-serbischen Krieg gewollt, gewünscht und gedeckt hat, und, im Vertrauen auf die deutsche militärische Überlegenheit, es im Jahre 1914 bewusst auf einen Konflikt mit Russland und Frankreich ankommen ließ, trägt die deutsche Reichsführung einen erheblichen Teil der historischen Verantwortung für den Ausbruch des allgemeinen Krieges.“

Seine wissenschaftlichen Kontrahenten, darunter vor allem die Historiker Hans Herzfeld, Gerhard Ritter, Egmont Zechlin und Karl Dietrich Erdmann, vertraten dagegen die Ansicht, das Deutsche Reich habe 1914 aus einem Gefühl der Defensive gehandelt und trage keineswegs die Hauptschuld am Kriegsausbruch. Die zentrale methodische Frage im Disput lautete: Sollte deutsche Politik vor dem und im Ersten Weltkrieg als intentionales Handeln einzelner Personen untersucht werden, oder sollte sie als spezifische, zwar nach innen diffus gerichtete, doch nach außen gebündelt und zielbestimmt wirkende Verhaltensweise eines Nationalstaats zu Zeiten globaler Interdependenz im Zeichen des Imperialismus erforscht werden?
Für die westdeutsche Gesellschaft der 1960er Jahre war diese Auseinandersetzung auch politisch hochbrisant, da sie auf die Debatte über das Ziel der Wiederherstellung eines deutschen Nationalstaats Einfluss nahm und damit die Forschung in zwei politische Lager spaltete. Die eher konservative Richtung sah das deutsche Kaiserreich insgesamt positiv und im Versailler Vertrag und insbesondere in der Behauptung der Kriegsschuld Deutschlands ein großes Unrecht, das mit schuld am Aufstieg des Nationalsozialismus gewesen sei, während die eher linksliberale Richtung, zu der auch Fischer tendierte, die deutsche Hauptverantwortung für den Kriegsausbruch hervorhob und auf die Kontinuität obrigkeitsstaatlicher Traditionen hinwies (siehe auch Deutscher Sonderweg).
Für März 1964 lud das Goethe-Institut Fischer auf eine Vortragsreise in die Vereinigten Staaten ein. Die Tatsache, dass das Auswärtige Amt die schon bewilligten Fördergelder Ende Januar doch zurückzog, weitete sich zu einem Skandal über die Beschneidung der öffentlichen Meinungsfreiheit aus. Der Freiburger Historiker Gerhard Ritter hatte durch mehrere Briefe an den damaligen Bundesaußenminister Gerhard Schröder den Rückzug der Fördergelder bewirkt. Ritter nannte es „verheerend“, dass Fischer mit seinen Thesen als Repräsentant der deutschen Geschichtswissenschaft auftrete. Gegen die Absage der Vortragsreise protestierten zwölf amerikanische Historiker, darunter vom NS-Regime aus Deutschland vertriebene, öffentlich. Schließlich finanzierten amerikanische Unterstützer – hauptsächlich Universitäten – organisiert durch Fritz Stern Fischers USA-Reise.
Auf dem 26. Deutschen Historikertag 1964 in Berlin setzte sich Fischers Interpretation weitgehend durch. Fischer verschärfte nach eigenem Bekunden 1965 seine Position, indem er nun die These vertrat, die deutsche Reichsregierung habe ab 1912 einen „großen Krieg“ mit Russland und Frankreich angestrebt, vorbereitet und in der Julikrise 1914 bewusst durch eine Reihe von gezielten Provokationen ausgelöst. Keine andere europäische Macht habe es in dieser Situation in der Hand gehabt, den Krieg abzuwenden. Um diese These aus der Quellenlage zu untermauern, veröffentlichte er 1969 das Folgewerk »Krieg der Illusionen« über „die deutsche Politik von 1911 bis 1914“, in dem er die gesamte Vorgeschichte des Ersten Weltkrieges als eine Kette geplanter Aktionen des Deutschen Reiches darstellte. Wolfgang Jäger schätzte diese Entwicklung 1984 als „Radikalisierung“ ein. Arnold Sywottek (1974) sah dagegen eher eine „Versachlichung“, weil Fischer die analytischen Implikationen seiner Kritik an den Herrschaftsverhältnissen im Kaiserreich nicht vorangetrieben und politische Konsequenzen nicht explizit gemacht habe. Volker Berghahn (1974) schätzte das ähnlich ein.
In seinen weiteren Arbeiten hat Fischer ab 1979 dann doch sozioökonomische Fragestellungen und Methoden angewandt und die These eines „Bündnisses der Eliten“ entwickelt, welches nicht nur die Politik des Kaiserreiches bestimmte, sondern auch die nationalsozialistische Machtergreifung ermöglichte, weil Hitler von den industriellen und agrarischen Machteliten sowie der Reichswehr unterstützt worden sei, und hat so eine Kontinuitätslinie vom Kaiserreich zum Dritten Reich gezogen.

## Ehrungen
- 1974: Ehrendoktor der Universität Sussex
- 1981: Ehrendoktor der Universität von East Anglia
- 1983: Ehrendoktor der Universität Oxford
- Korrespondierendes Mitglied der British Academy
- Mitglied des PEN-Club

## Veröffentlichungen (Auswahl)
- Ludwig Nicolovius: Rokoko, Reform, Restauration (= Forschungen zur Kirchen- und Geistesgeschichte, Band 19). Kohlhammer, Stuttgart 1939, DNB 579816907 (zugleich: Dissertation, Universität Berlin, Theologische Fakultät, 1934).
  - Neuauflage auf Mikrofiche. Hänsel-Hohenhausen, Egelsbach 1992, ISBN 3-89349-078-7.
- Moritz August von Bethmann Hollweg und der Protestantismus. Religion, Rechts- und Staatsgedanke (= Historische Studien, Heft 338). Ebering, Berlin 1938, DNB 579816893 (zugleich: Dissertation, Universität Berlin, Philosophische Fakultät, 1938).
- Griff nach der Weltmacht. Die Kriegszielpolitik des kaiserlichen Deutschland 1914/1918. Droste, Düsseldorf 1961; 4. Auflage 1970 (auch in englischer, französischer, italienischer und japanischer Sprache erschienen).
- Weltmacht oder Niedergang. Deutschland im Ersten Weltkrieg (= Hamburger Studien zur neueren Geschichte. Band 1). Europäische Verlagsanstalt, Frankfurt am Main 1965.
- Krieg der Illusionen. Die deutsche Politik von 1911 bis 1914. Droste, Düsseldorf 1969; 2. Auflage 1970; Droste Taschenbuch: Düsseldorf 1987, ISBN 978-3-7700-0913-8.
- Der Erste Weltkrieg und das deutsche Geschichtsbild. Beiträge zur Bewältigung eines historischen Tabus. Droste, Düsseldorf 1977, ISBN 3-7700-0478-7.
- Bündnis der Eliten. Zur Kontinuität der Machtstrukturen in Deutschland 1871–1945. Droste, Düsseldorf 1979, ISBN 3-7700-0524-4.
- Juli 1914. Wir sind nicht hineingeschlittert. Rowohlt, Reinbek bei Hamburg 1983, ISBN 3-499-15126-X.
- Hitler war kein Betriebsunfall. Aufsätze. Beck, München 1992, ISBN 3-406-34051-2.